# Ivan Marković
Ivan „Ðalma” Marković (Zengg, 1928. november 6. – Zágráb, 2006. november 15.) horvát labdarúgó, edző.

## Sikerei, díjai
Orijent Rijeka
- Jugoszláv bajnokság – másodosztály
  - bajnok: 1968–69
- Horvát kupa
  - győztes: 1984

Toronto Italia
- Kanadai bajnokság
  - bajnok (4): 1976, 1988, 1989, 1992